# Indonesische Billie-Jean-King-Cup-Mannschaft
Die indonesische Billie-Jean-King-Cup-Mannschaft ist die Tennisnationalmannschaft von Indonesien, die im Billie Jean King Cup eingesetzt wird. Der Billie Jean King Cup (bis 1995 Federation Cup, 1996 bis 2020 Fed Cup) ist der wichtigste Wettbewerb für Nationalmannschaften im Damentennis, analog dem Davis Cup bei den Herren.

## Geschichte
1969 nahm Indonesien erstmals am Billie Jean King Cup teil. Das bisher beste Abschneiden gelang 1991 mit dem Erreichen des Viertelfinales.

## Teamchefs (unvollständig)
- Surya-Wijaya Budi
- Sri Utaminingsih, bis 2017
- Deddy Tedjamukti, seit 2018

## Bekannte Spielerinnen der Mannschaft
- Yayuk Basuki